# St. Paul (Indiana)
St. Paul és una població dels Estats Units a l'estat d'Indiana. Segons el cens del 2000 tenia 1.022 habitants.

## Demografia
Segons el cens del 2000, St. Paul tenia 1.022 habitants, 372 habitatges, i 286 famílies. La densitat de població era de 1.272,9 habitants/km².
Dels 372 habitatges en un 44,4% hi vivien nens de menys de 18 anys, en un 58,6% hi vivien parelles casades, en un 12,1% dones solteres, i en un 23,1% no eren unitats familiars. En el 18% dels habitatges hi vivien persones soles el 4,8% de les quals corresponia a persones de 65 anys o més que vivien soles. El nombre mitjà de persones vivint en cada habitatge era de 2,75 i el nombre mitjà de persones que vivien en cada família era de 3,09.
Per edats la població es repartia de la següent manera: un 32% tenia menys de 18 anys, un 8,5% entre 18 i 24, un 31,9% entre 25 i 44, un 19,4% de 45 a 60 i un 8,2% 65 anys o més.
L'edat mediana era de 32 anys. Per cada 100 dones de 18 o més anys hi havia 98,6 homes.
La renda mediana per habitatge era de 39.079 $ i la renda mediana per família de 42.650 $. Els homes tenien una renda mediana de 31.806 $ mentre que les dones 20.670 $. La renda per capita de la població era de 14.819 $. Entorn del 5,3% de les famílies i el 9,1% de la població estaven per davall del llindar de pobresa.

## Poblacions més properes
El següent diagrama mostra les poblacions més properes.